# Пантело
Пантело́ (исп. Pantelhó) — посёлок в Мексике, штат Чьяпас, входит в состав одноимённого муниципалитета и является его административным центром. Численность населения, по данным переписи 2020 года, составила 8629 человек.

## Название
Название Pantelhó с языка цоциль можно перевести как — мост через воду.
В период евангелизации получило название Санта-Катарина-де-Пантело.
13 февраля 1934 года губернатор Викторио Грахалес оставляет в названии только Пантело.

## История
Поселение было основано в доиспанский период. 
Местные жители участвовали в восстании коренных народов 1712 года.
26 июля 2021 года группа самообороны Эль-Мачете (исп. El Machete) незаконно задержала 21 человека, обвинив их в связях с наркопреступностью, и увезла в неизвестном направлении. По состоянию на 2025 год, 19 человек по прежнему остаются пропавшими без вести.